# Mittenothamnium volvatum
Mittenothamnium volvatum är en bladmossart som beskrevs av Jules Cardot 1913. Mittenothamnium volvatum ingår i släktet Mittenothamnium och familjen Hypnaceae. Inga underarter finns listade i Catalogue of Life.